# Разъезд 87 Алтыкудык
87 Алтыкудык (каз. рзд.87 Алтықұдық) — разъезд в Аральском районе Кызылординской области Казахстана. Входит в состав Сапакского сельского округа. Код КАТО — 433259300.

## Население
В 1999 году население разъезда составляло 37 человек (23 мужчины и 14 женщин). По данным переписи 2009 года, в разъезде проживало 55 человек (33 мужчины и 22 женщины).